# John Robert Schrieffer
John Robert Schrieffer, ameriški fizik, * 31. maj 1931, Oak Park, Illinois, ZDA, † 27. julij 2019, Tallahassee, Florida, ZDA.
Schrieffer je leta 1972 prejel Nobelovo nagrado za fiziko »za skupaj razvito teorijo superprevodnosti, po navadi imenovano teorijo BCS.«